# Stictophaula thaiensis
Stictophaula thaiensis är en insektsart som beskrevs av Andrej Vasiljevitj Gorochov 1998. Stictophaula thaiensis ingår i släktet Stictophaula och familjen vårtbitare. Inga underarter finns listade i Catalogue of Life.